# Возвратные местоимения
Возвратные местоимения — часть речи, вид местоимения, выражающая направление действия на производящего его.

## Группа возвратных местоимений
Группа возвратных местоимений представлена разрядом из двух слов: себя — указывает на лицо, о котором идёт речь, и свой — указывает на принадлежность предмета конкретному лицу. Их задача — указывать на уже названного участника события и принадлежность ему: «Он гордится собой и своим сыном». К возвратным местоимениям примыкает местоимение сам: «Он сам оделся». Возвратные местоимения связаны с залогом форма себя дала жизнь постфиксу возвратных глаголов — глаголов с возвратным постфиксом -ся.
Возвратное местоимение себя не имеет начальной формы, изменяется в рефлексии языкознания только в косвенных падежах, может относиться к любому из личных местоимений всех трёх лиц: «Он взял себе книгу», «Ты взяла себе книгу», «Мы взяли себе книги». В предложении возвратное местоимение себя выполняет функцию дополнения: «Очень хотелось бы побаловать себя, сделать себе небольшой подарок»; в форме дательного падежа возвратное местоимение себя следует отличать от местоимения, приближенного по значению к частице: «Он нашёл себе занятие», «Идёт себе и ни о чём не думает», «Помоги себе сам», «Спектакль оказался не очень, так себе», — в этом случае слово себя не выделяется в качестве самостоятельного члена предложения, а подчёркивается вместе со словом, к которому относится.

## В конкретных языках

### В разных языках
В разных языках некоторые части речи (в данном случае возвратные местоимения) имеют свои отличительные особенности в связи со строением языка.

### В немецком языке
В немецком языке, в отличие от русского возвратного местоимения себя, sich употребляется только с глаголами в 3-м лице единственного и множественного числа и в Infinitiv (инфинитив). Глаголы с возвратным местоимением sich являются возвратными, взаимными или непереходными глаголами. Примеры.
- Er bereitet sich auf die Prüfungen vor. (sich vorbereiten «готовиться» — возвратный глагол).
- Sie verstehen sich sehr gut. (sich verstehen «понимать друг друга» — взаимный глагол).
- Die Bibliothek befindet sich im dritten Stock, (sich befinden «находиться» — непереходный глагол).

У глаголов в 1-м и 2-м лице единственного или множественного числа функцию возвратного местоимения sich выполняют соответствующие личные местоимения в Akkusativ: mich, dich, uns, euch. Замена местоимения sich личным местоимением в Akkusativ имеет место и тогда, когда глагол с местоимением sich входит как неспрягаемая часть в сказуемое, спрягаемой частью которого является модальный глагол.
Возвратное местоимение sich может служить косвенным дополнением при переходных глаголах, в этом случае оно также заменяется личным местоимением, если глагол употреблен в 1-м или 2-м лице единственного или множественного числа.

### В древнеисландском языке
В древнеисландском языке возвратное местоимение имеет только формы: род. sín (себя), дат. sér (себе) и вин. sik (себя). Возвратным притяжательным местоимением является sinn (свой). В результате суффигирования местоимений sér или sik к глаголу образовалась возвратная форма глагола. Возвратное местоимение обычно обозначает то же лицо, что и подлежащее данного предложения: «Hann nefndi sik Ólaf» (Она назвал себя Олавом). Однако в придаточном предложении оно может означать то же лицо, что и подлежащее главного предложения: «Sigmundr biðr þá at þeir mundu hjalpa sér» (Сигмунд просит их, чтобы они помогли ему).

### В турецком языке
В турецком языке (помимо шести основных местоимений) существует возвратное местоимение kendi (сам). Kendi + суффикс принадлежности (иелик эки):
- ben kendi-m — я сам
- sen kendi-n — ты сам
- o kendi-si — он сам
- biz kendi-miz — мы сами
- siz kendi-niz — вы сами
- onlar kendi-leri — они сами

Возвратное местоимение kendi склоняется, как личное местоимение:
| Падежи                 |           | Ед. число / tekil |             |             | Мн. число / çoğul |               |
|                        | 1-е лицо  | 2-е лицо          | 3-е лицо    | 1-е лицо    | 2-е лицо          | 3-е лицо      |
| ---------------------- | --------- | ----------------- | ----------- | ----------- | ----------------- | ------------- |
| Именительный — Yalın   | kendim    | kendin            | kendisi     | kendimiz    | kendiniz          | kendileri     |
| Родительный — Ilgi     | kendimin  | kendinin          | kendisinin  | kendimizin  | kendinizin        | kendilerinin  |
| Винительный — Yükleme  | kendimi   | kendini           | kendisini   | kendimizi   | kendinizi         | kendilerini   |
| Дательный — Yönelme    | kendime   | kendine           | kendisine   | kendimize   | kendinize         | kendilerine   |
| Локатив — Bulunma      | kendimde  | kendinde          | kendisinde  | kendimizde  | kendinizde        | kendilerinde  |
| Творительный — Ayrılma | kendimden | kendinden         | kendisinden | kendimizden | kendinizden       | kendilerinden |

### В английском языке
В английском языке возвратные местоимения образуются путём прибавления к притяжательным местоимениям my, our, your, личным местоимениям him, her, it, them и неопределенному местоимению one окончания -self (в единственном числе) и -selves (во множественном числе). Образованные таким образом местоимения употребляются в виде дополнений к сказуемому в согласовании с лицом, числом и родом (для 3-го лица) подлежащих, но не склоняются. Значение на русский язык всегда переводится местоимением себя в подходящем падеже. Употребление форм:
| Лицо | Единственное число | Единственное число | Единственное число | Множественное число | Неопределённое |
| Лицо | муж.р.             | жен.р.             | неодуш.            | Множественное число | Неопределённое |
| ---- | ------------------ | ------------------ | ------------------ | ------------------- | -------------- |
| 1-е  | myself             | myself             | myself             | ourselves           |                |
| 2-е  | yourself           | yourself           | yourself           | yourselves          |                |
| 3-е  | himself            | herself            | itself             | themselves          | oneself        |

Английские возвратные местоимения используются с глаголами в значении возвратности действия, а также в значении «себя» и часто соответствуют постфиксу -ся русских возвратных глаголов (умываться, бриться, одеваться, …):
- Я поранился -> I’ve hurt myself.

### В русском и болгарском языках
В русском и болгарском языках в качестве близкородственных имеют общее происхождение и общие грамматические показатели. В обоих языках возвратные местоимения не обладают категориями рода, числа и лица и не имеют формы именительного падежа.
Возвратные местоимения в русском языке: себе, себя, собой, собою, сам собою, само собой, к(по) себе, от себя и т. д. Примеры: «Познай самого себя», «Я взял себе чай», «Не наговаривай на себя».